# Rasm al-Is
Rasm al-Is (arab. رسم العيس) – wieś w Syrii, w muhafazie Aleppo. W 2004 roku liczyła 725 mieszkańców.